# ФК „Емен“
ФК „Емен“ е нидерландски футболен клуб, състезаващ се в Ередивиси.
Основан е през 1925 г. в град Емен и получава професионален статут през 1985 г.
Достига плейофната фаза на Ерсте Дивиси единадесет пъти, като в края на сезон 2017 – 18 за първи път в своята история печели промоция в Ередивиси.

## Стадион
ФК „Емен“ играе домакинските си мачове на стадион „Де Ауде Мердейк“.

## Успехи
- Промоция в Ередивиси: 2017 – 2018
- Неделна аматьорска футболна лига: 1974 – 75
- Купа на Нидерландия четвъртфинал: 1989 – 90, 1998 – 99